# Matomo (software)
Matomo (voorheen Piwik) is een opensourceprogramma om bezoekersstatistieken van websites bij te houden. De software kan worden geïnstalleerd op een eigen server of als dienst worden afgenomen bij Matomo.

## Mogelijkheden
Bij Matomo is het mogelijk om de bezoekers van een website bij te houden. Matomo toont uit welk land de bezoeker komt, vanaf welke website, hoelang deze doorbrengt op een website en welke pagina's hij heeft bekeken.
Daarnaast bevat Matomo volgende mogelijkheden:
- realtime bezoekers weergeven
- doelen instellen
- grafieken
- detecteren van Google Analytics-zoekwoorden en -campagnes
- zoekrobots filteren van de bezoekerspagina

Cloud-hosted Matomo heeft meer functies, zoals cloud hosted analytics maar is niet gratis.
Tot 2017 heette Matomo Piwik.
Matomo is niet hetzelfde als Piwik Pro. Dit is een losstaand bedrijf, en is niet open-source.